# Jakub Nečas
Jakub Nečas (* 26. ledna 1995, Praha) je český fotbalový záložník a mládežnický reprezentant, který působí v klubu FC Zbrojovka Brno.

## Klubová kariéra
Jakub Nečas je odchovancem Sparty Praha. Ze Sparty hostoval postupně v FK Pardubice, FC Sellier & Bellot Vlašim, FK Mladá Boleslav a Bohemians Praha 1905. V 1. české lize debutoval v dresu Mladé Boleslavi 19. února 2017 proti MFK Karviná (remíza 1:1). V roce 2017 odešel na hostování do Bohemians Praha 1905, kde odehrál 28 ligových utkání. Po této sezóně do Bohemians přestoupil. Jako kmenový hráč Klokanů odehrál 50 zápasů a v únoru 2021 přestoupil do FC Slovan Liberec.

## Reprezentační kariéra
Nečas nastupoval za české reprezentace do 16, 19, 20 a 21 let.
V české reprezentaci U21 debutoval 24. března 2017 na Městském stadionu v Karviné proti slovenské jedenadvacítce (výhra 4:1). Trenér Vítězslav Lavička jej v červnu 2017 vzal na Mistrovství Evropy hráčů do 21 let v Polsku.